# 데라우치 히사이치
데라우치 히사이치(일본어: 寺内寿一, 1879년 8월 8일 ~ 1946년 6월 12일)는 일본 제국의 육군군인, 정치인이다. 최종 계급은 원수 육군 대장. 위계는 종2위, 훈등은 훈1등, 공급은 공1급. 작위는 백작이다. 태평양 전쟁 당시에 남방군 총사령관이었다.

## 생애
도쿄부 출신으로 데라우치 마사타케의 장남으로 태어났다. 1882년 부친의 프랑스 제3공화국 유학으로 도쿄에서 야마구치현 요시키군(吉敷郡) 미야노촌(宮野村, 지금의 야마구치시)로 이사와서 백모 나카시마 후지(中島ふじ)와 같이 살게 된다. 3년 후인 1885년 부친은 귀국하여 도쿄로 돌아가게되고 고지마치에서 유치원을 다니고 1888년 고등사범학교 부속 학교 소학과(高等師範学校附属学校小学科, 지금의 쓰쿠바 대학 부속 소학교(筑波大学附属小学校))에 입학하게 된다. 1899년 11월 일본 육군사관학교를 11기로 졸업하고, 이듬해인 1900년 6월 육군 소위에 임관, 1902년 11월 육군 중위로 진급하고 1903년 7월 1일 근위보병 제2연대로 전근가게된다. 8개월 뒤 러일 전쟁에 참전하게 되며 6개월 뒤인 9월 16일 육군 대위로 진급하게 된다. 전후 데라우치는 일본 육군대학교로 돌아와 1909년에 21기로 졸업하였다. 2년뒤 10월 18일 육군 소령으로 진급, 1912년 7월 1일 오스트리아-헝가리 제국 대사관부무관보좌관이 되었으며 1914년 7월 1일 일본 육군성 군무국 소속 독일 제국 주재무관을 지냈다.
1916년 11월 15일 육군 중령으로 진급, 1917년 9월 1일 보병 제2연대로 전근, 1년뒤 참모본부로 전근, 1918년 7월 25일 육군 대령으로 진급, 부친 사후 1919년 12월 백작위를 습작하였고, 이듬해 9월 1일 근위보병 제3연대장에 임명되어 군계급은 대령으로 높여졌다. 1923년 9월 1일 근위사단 참모장에 임명되었으며 1924년 2월 4일 소장으로 진급하였다. 1926년 9월 히로시마현에서 일어난 호우 재해로 인해 산요 본선 특급열차 탈선 사고(山陽本線特急列車脱線事故)가 일어나 34명이 사망했지만, 데라우치는 부상을 입지 않았다.
1927년 당시 한반도에 주둔 중이었던 조선군 참모장이 되었다. 1929년 8월 1일 중장으로 진급하였고 1930년 8월 1일 제5사단장, 1932년 1월 9일 제4사단장이 되어 지휘를 맡게 되었다. 1933년 고스톱 사건을 겪게 되었다.
1934년 8월 1일 타이완군 사령관이 되었다. 1935년 10월 30일 대장으로 진급하였고, 군의 정치 파벌 황도파와 연루되기도 하였다. 1936년 3월 9일 히로타 내각의 육군대신에 임명되었다. 2.26 사건 후에 일본 국회의 민간 정치 세력과 군 정치 세력간에 갈등이 심화되었다. 데라우치는 나중에 도조 내각 와해 후 후계 내각총리대신으로 주목받기도 했는데, 남방군 총사령관의 역할로 전선에서 벗어날 수 없는 바람에 조선 총독인 고이소 구니아키가 빈자리를 차지하였다.
1937년 2월 교육총감에 임명되었지만 중일 전쟁 발발 후인 동년 8월 북지나 방면군 사령관으로서의 지휘 임무를 위해 중국으로 돌아갔다. 그는 1938년에 일급 훈장인 욱일장을 수상했으며, 1941년 11월 6일에는 남방군 총사령관으로서의 지휘를 위해 이동하였다. 그리고 그 후에는 태평양 전쟁을 위하여 야마모토 이소로쿠와 함께 전쟁 계획을 고안하였다.
데라우치는 동남아시아 정복을 이끈 후, 싱가포르에 자신의 본부를 설치하였고 1943년 6월 6일, 육군 원수로 진급하였다. 1944년 5월, 그는 필리핀으로 이동하였으며, 이 지역이 위험에 처했을 때에 프랑스령 인도차이나의 사이공으로 후퇴하였다. 그는 버마에서 일본의 패배를 전해 들었고, 1945년 5월 10일에 뇌경색을 겪었다.
데라우치는 1945년 9월 30일, 직접 루이 마운트배튼 제독에게 항복하였고, 전쟁이 끝난 후 영국령 말라야 조호르바루 렝감에 위치한 포로 수용소에서 뇌경색으로 사망하였다. 그의 무덤은 싱가포르에 위치한 일식 공원 묘지에 있다.

## 같이 보기
- 스기야마 겐
- 하타 슌로쿠